# Éparchie de Petrozavodsk

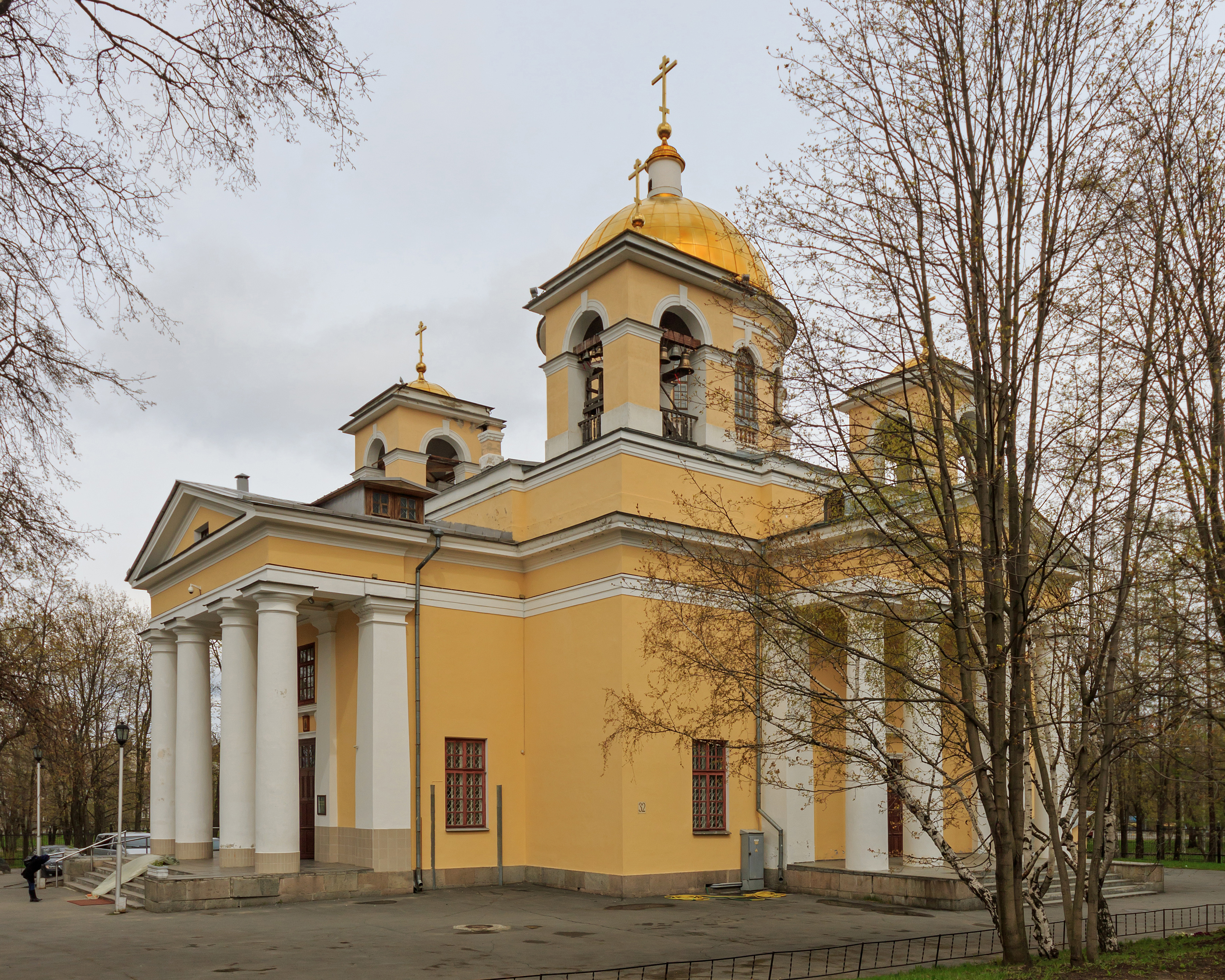
Cathédrale Saint-Alexandre-Nevski de Petrozavodsk.

L'éparchie de Petrozavodsk (Петрозаво́дская епа́рхия) est une éparchie (diocèse) de l'Église orthodoxe russe dont le siège est à la cathédrale Saint-Alexandre-Nevski de Petrozavodsk.

## Histoire
L'orthodoxie arrive sur les terres des Caréliens en 1227. Il y avait déjà des convertis auparavant, les Novgorodiens et les Caréliens étant liés depuis longtemps par des liens commerciaux et combattaient les mêmes ennemis. Cependant c'est un manuscrit daté de 1227 qui décrit la situation : «…Cette même année le prince Iaroslav Vsevolodovitch, a envoyé quelques uns de ses gens baptiser de nombreux Caréliens». À cette époque, la terre des Caréliens devait affronter les incursions des tribus de Tavastes (Jäämit, Finnois occidentaux). De même, le jeune État suédois étendait ses possessions et des détachements suédois envahissaient les terres de Carélie et se servaient du soutien de l'Église latine. Les contradictions entre les Églises orthodoxe et catholique devenaient un prétexte à l'avancée suédoise.
C'est en 1589 qu'est érigé l'épiscopat en terre de Carélie, avec comme premier évêque, Sylvestre, dont le siège était à la cathédrale de la forteresse de Korela.
De 1708 à 1764, il y avait une éparchie de Korela et Ladoga, suffragante du siège métropolitain de Novgorod.
Un oukaze de Catherine II du 26 février 1764 réorganise le gouvernement de l'Église en Carélie en érigeant une éparchie d'Olonets et Kargopol, vicariat (c'est-à-dire diocèse suffragant) de  Novgorod, dont le siège est au monastère Saint-Alexandre-de-Svir qui comporte un consistoire et un séminaire,. Ce vicariat administrait les paroisses d'Olonets, Kargopol, de l'ouïezd d'Oustioug, etc..
Après la formation du gouvernement d'Olonets en 1784 (dont le chef-lieu est Petrozavodsk), l'éparchie d'Olonets est fusionnée avec elle d'Arkhanguelsk avec siège à Arkhanguelsk.
Le 5 octobre 1798, Paul Ier ordonne après la suppression du gouvernement d'Olonets, que les paroisses des ouïezds de Petrozavodsk, d'Olonets, de Kargopol, de Vytegorsk et de Poudoj entrent dans l'éparchie de Novgorod). Elles sont sous la juridiction du vicariat Vieux-Russe dépendant de Novgorod, dont le siège est au monastère Khoutinski. En 1801, le gouvernement d'Olonets est restauré, avec l'inclusion de l'ouïezd de Povenets.
Le 22 mai 1828, est érigée une éparchie d'Olonets indépendante avec siège à Petrozavodsk. Le premier évêque en est Ignace (Semionov). Il dirige aussi le consistoire d'Olonets. Au début la cathédrale est la cathédrale Saints-Pierre-et-Paul de Petrozavodsk, mais en 1872 le siège est transféré à la cathédrale nouvellement construite du Saint-Esprit. Elle est fermée par les communistes en 1929. L'éparchie a son propre séminaire diocésain de 1829 à 1918 à Olonets.
Il y avait, en 1904, 251 paroisses orthodoxes.
Dans les années 1920-1930, les autorités communistes mettent en place une hiérarchie concurrente de la hiérarchie légitime sous le nom de « Renouveau ». Ce mouvement place un évêque en Carélie. Les églises dans cette période troublée passent souvent de ce mouvement schismatique à la hiérarchie orthodoxe et vice-versa. Les religions commencent à être persécutées dans toute l'URSS.
En 1929, les limites de l'éparchie coïncident avec celles de la République socialiste soviétique autonome de Carélie.
Après que les cathédrales Saints-Pierre-et-Paul et de la Résurrection eurent été incendiées, l'église Saint-Alexandre-Nevski de Petrozavodsk est fermée par les autorités communistes, ainsi que la cathédrale du Saint-Esprit. Les églises dépendant du patriarcat de Moscou sont fermées. En 1929, le NKVD donne l'église Sainte-Catherine (qui était à la disposition du mouvement Renouveau) aux fidèles du patriarcat de Moscou qui en fait la cathédrale de l'éparchie jusqu'à la fin des années 1930. En pleine Grande Terreur de 1937-1938, les fidèles de la cathédrale subissent une persécution particulièrement féroce, autant les partisans du Renouveau que les orthodoxes restés fidèles au patriarcat de Moscou.

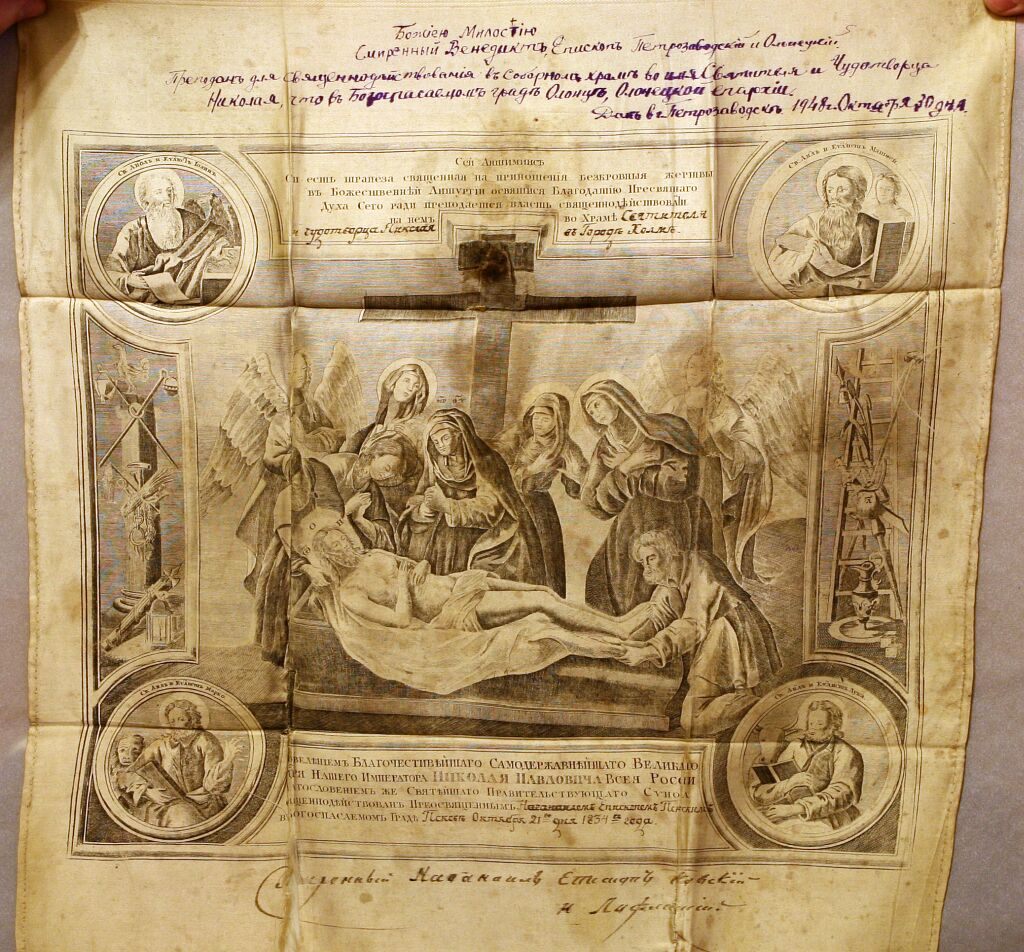
Antimension, consacré sous Nicolas Ier en 1834 pour l'église de Kholm.

Les églises ferment pour la plupart, jusqu'à la veille de la Grande Guerre patriotique (juillet 1941) les autorités invoquant le manque de prêtres (qui étaient arrêtés ou fusillés). Les territoires occupés par l'armée allemande en Carélie voient certaines de leurs églises rouvrir avec la permission de l'occupant (1941-1944). Des prêtres de l'Église autonome orthodoxe finnoise (dépendante du patriarcat de Constantinople) assurent le service. Ils quittent le territoire devant l'avancée de l'Armée rouge en 1944. Parmi eux se trouvent de jeunes hiéromoines russes, comme Pavel Olmari (Goussev), devenu plus tard archevêque de la Carélie et de la Finlande, à la tête de l'Église orthodoxe finnoise, et Marc Chavykine, plus tard évêque de l'Église orthodoxe russe pour Ladoga, évêque-vicaire de l'éparchie de Léningrad.
Il ne restait plus qu'un seul prêtre russe lorsque Petrozavodsk est libérée à avoir la permission de célébrer par le soviet local. Nominalement l'éparchie d'Olonets est donnée le 28 août 1944 à l'administration de l'archevêque de Pskov, Grégoire (Tchoukov).
L'éparchie retrouve un évêque propre entre 1947 et 1949, mais son titre change en évêque de Petrozavodsk et Olonets (et non à l'inverse comme autrefois). Mais le diocèse ne dispose d'à peine que dix églises. En 1949, l'administration du diocèse est confiée au métropolite de Léningrad. Il n'y avait plus que quatre paroisses entre 1962 et 1986 fréquentées par des personnes âgées, la jeunesse en étant dissuadée sous peine de sanctions.
Lorsque l'État normalise ses relations avec l'Église, l'éparchie reçoit un statut indépendant le 19 juillet 1990. Le 14 août de la même année, le patriarche Alexis II de Moscou consacre l'archimandrite Manuel (Pavlov) comme évêque à la cathédrale de l'Exaltation-de-la-Croix. En 1991, l'éparchie devient l'éparchie de Petrozavodsk et à partir du 14 juillet 1996 de Petrozavodsk et de Carélie.
Dès lors, l'éparchie fait front à son extrême pauvreté et il faut faire tout repartir à zéro, restaurer ou reconstruire des lieux de culte, organiser des paroisses aussi bien en ville qu'aux fins fonds de la campagne, après soixante-dix ans d'athéisme d'État. En l'absence de prêtre, il faut instruire de jeunes clercs parfois à la hâte, beaucoup provenant de milieux intellectuels de Léningrad.
Le 29 mai 2013, la nouvelle éparchie de Kostomoukcha est érigée à partir de territoires donnés par l'éparchie de Petrozavodsk, les deux nouvelles entités se plaçant désormais sous le nouveau siège métropolitain de Carélie.

## Évêques
Éparchie de Petrozavodsk et Olonets
- Grégoire (Tchoukov) (28 août 1944 — 29 juin 1947) archevêque de Pskov, à partir du 7 septembre 1945, métropolite de Léningrad
- Nectaire (Grigoriev) (29 juin 1947 — 3 juin 1948)
- Benoît (Pliaskine) (3 juillet 1948 — 4 mars 1949)
  - 1949-1990 sous l'administration du siège métropolitain de Léningrad
- Manuel (Pavlov) (14 août 1990 — 17 juillet 1996)

Éparchie de Petrozavodsk et de Carélie
- Manuel (Pavlov) (17 juillet 1996 — 29 mai 2013)

Éparchie de Petrozavodsk
- Manuel (Pavlov) (29 mai 2013 — 7 mars 2015)
- Léon (Tserpitski) (7 mars 2015 — 5 mai 2015) métr. de Novgorod
- Constantin (Gorianov) (depuis le 5 mai 2015)

## Aujourd'hui

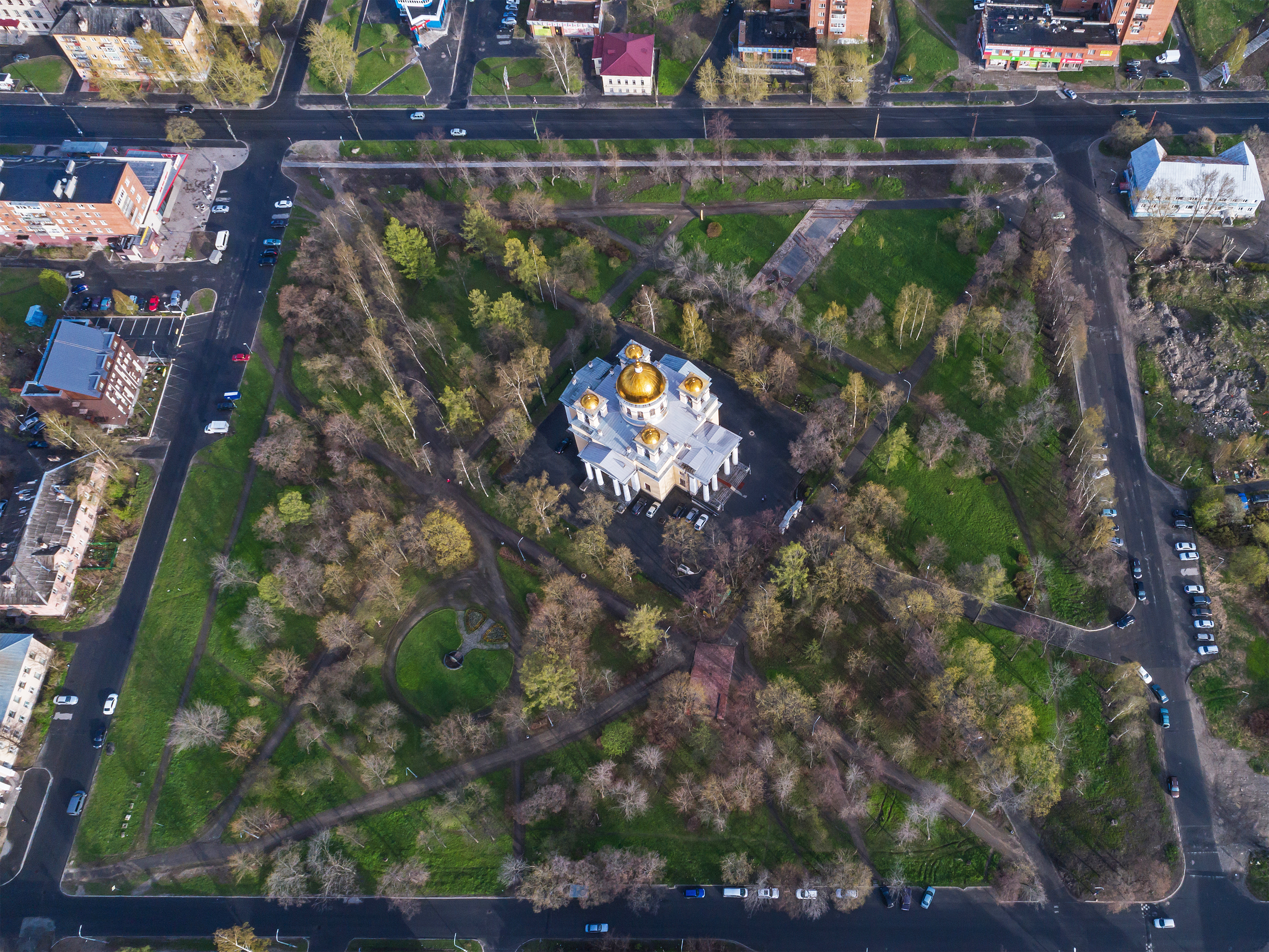
Vue aérienne de la cathédrale de Petrozavodsk entourée de son grand square, la place Zavodskaïa.

La cathédrale du diocèse est la cathédrale Saint-Alexandre-Nevski de Petrozavodsk. Le nombre de paroisse est de 78 ; en 2020, il y a 8 monastères, 90 églises, 155 chapelles et une centaine de prêtres organisés en 4 doyennés.

### Doyennés
- Doyenné central, Petrozavodsk, raïon des rives de l'Onega, raïon de Priaja, raïon de Kontupohja;
- Doyenné d'Olonets, Olonets et raïon d'Olonets;
- Doyenné des rives du lac Ladoga, Sortavala, raïon de Pitkiaranta, raïon de Lahdenpohja, raïon de Suojärvi.
- Doyenné d'Onega, raïon de Poudoj, raïon de Karhumäki.

### Communautés monastiques

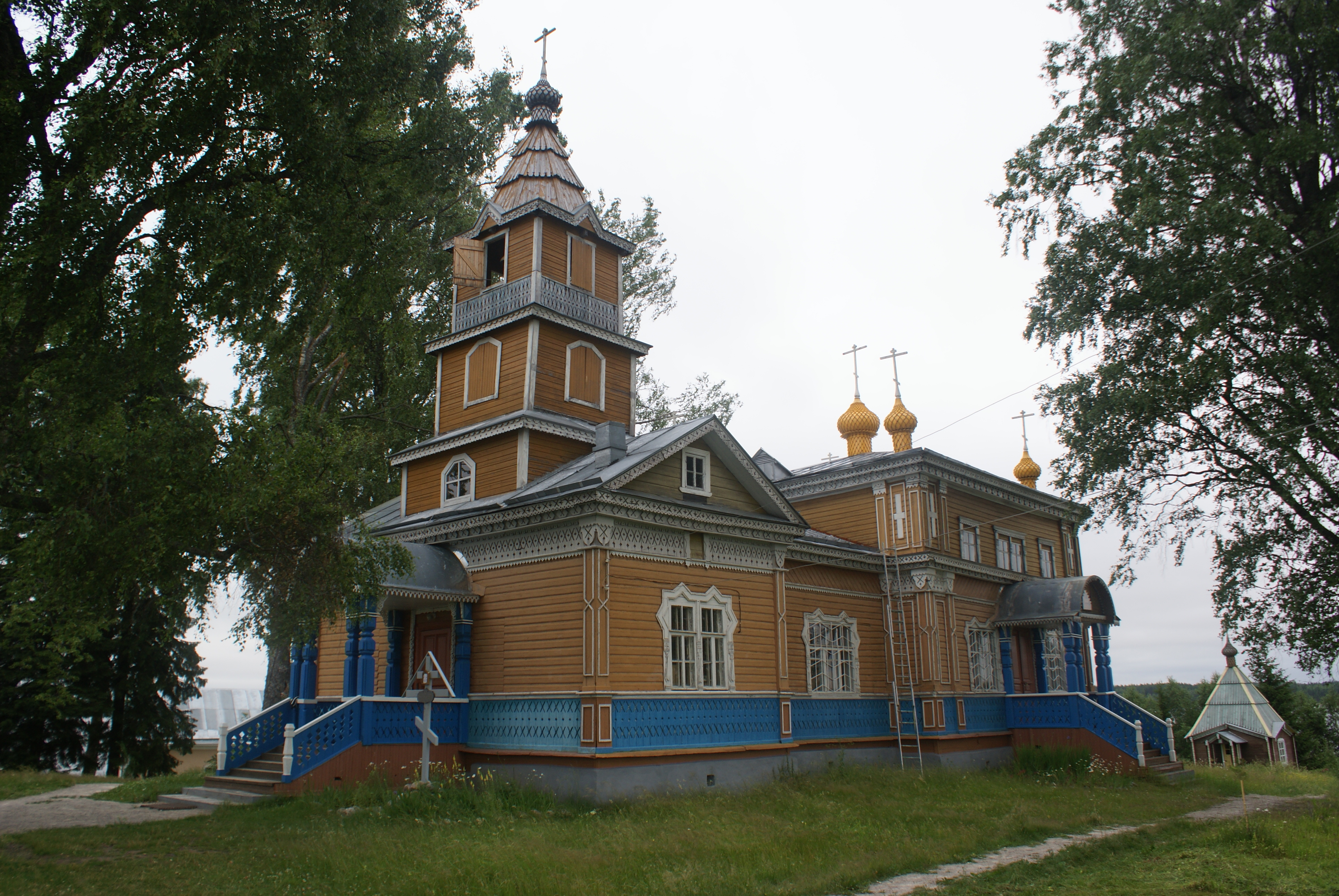
Église de la Transfiguration du monastère du lac Vaja.

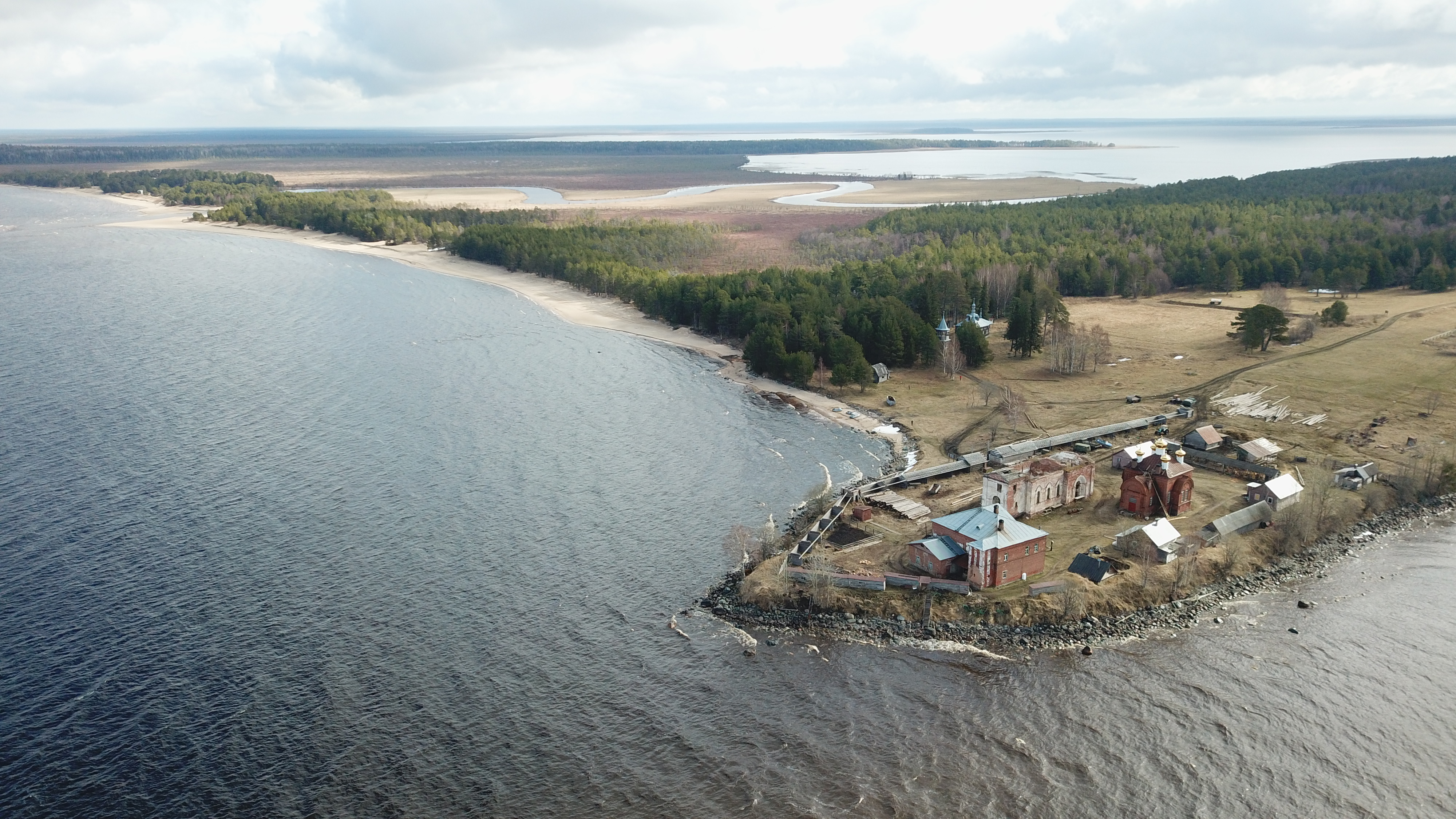
Vue du monastère de Mourom.

- Monastère Saint-Jonas de Iachezero  (Iachezero), hommes
- Monastère du lac Vaja (Interpossiolok), hommes
- Monastère de Vodlozero (dans le parc national de Vodlozero), hommes
- Monastère de l'Assomption de Mourom (Gakougsa, au bord du lac Onega), hommes
- Monastère de l'île de Paly  (Tolvouïa, au bord du lac Onega), hommes
- Monastère Saint-Adrien-d'Ondroussov (au bord du lac Ladoga, dans le raïon d'Olonets), hommes[12]
- Monastère de Siandeba (Siandeba, au bord du lac de Siandeba, dans le raïon d'Olonets), femmes[13]
- Monastère de la Sainte-Trinité de Klimenets (île de Bolchoï Klimenets du lac Onega), hommes[14].